# Дубовенька
Дубо́венька — хутор в Бершаковском сельском поселении Шебекинского района Белгородской области.

## География
Дубовенька расположена в 1 км к югу от села Булановка. Хутор состоит из одной улицы, застроенной с южной стороны. К югу от хутора протекает ручей.

## Население
| 2002 | 2010 |
| ---- | ---- |
| 20   | ↘14  |